# Bogovina
Bogovina (cyr. Боговина) – miasteczko w Serbii, w okręgu zajeczarskim, w gminie Boljevac. W 2011 roku liczyło 1151 mieszkańców.